# تولتا (تگزاس)
تولتا (به انگلیسی: Tuleta) یک منطقهٔ مسکونی در ایالات متحده آمریکا است که در شهرستان بی، تگزاس واقع شده‌است. تولتا ۱۱٫۶ کیلومتر مربع مساحت و ۲۸۸ نفر جمعیت دارد و ۹۹ متر بالاتر از سطح دریا واقع شده‌است.